# Nyctemera subvelata
Nyctemera subvelata är en fjärilsart som beskrevs av Walker 1864. Nyctemera subvelata ingår i släktet Nyctemera och familjen björnspinnare. Inga underarter finns listade i Catalogue of Life.